# Neal Leemput
Neal Leemput (Leuven, 1990) is een Belgisch theatermaker en schrijver. Hij was ook de speechschrijver van Belgisch vicepremier Petra De Sutter.

## Biografie
Leemput volgde secundair onderwijs aan het Lemmensinstituut in Leuven. In 2014 behaalde hij een master Drama (afstudeerrichting woordkunst) aan het Koninklijk Conservatorium Antwerpen.

## Carrière
Na zijn studies gaat Leemput eerst aan de slag als artistiek onderzoeker op het Koninklijk Conservatorium Antwerpen. Hij schrijft ook regelmatig artikels en columns voor verschillende kranten - vaak over onderwerpen als politiek of inclusiviteit.
Vanaf 2018 wordt hij huisartiest in De Studio in Antwerpen. Hier maakt en speelt hij verschillende voorstellingen, waaronder de voorstelling 'Dansen Met Mijn Moeder'. De Studio stelt hem tegelijk ook aan als eerste 'Secretary of Queer Affaires'. Binnen deze functie cureert hij de queer programmatie van het kunstencentrum.
In 2022 verlaat Leemput tijdelijk het theater om aan de slag te gaan als speechschrijver voor Belgisch vicepremier, en minister van ambtenarenzaken, post, overheidsbedrijven en telecommunicatie, Petra De Sutter. Hij zal dit blijven doen tot het einde van haar ministerschap in 2025.